# His Sweetheart
His Sweetheart er en amerikansk stumfilm fra 1917 af Donald Crisp.

## Medvirkende
- George Beban som Joe.
- Helen Jerome Eddy som Trina Capino.
- Sarah Kernan.
- Harry De Vere som Godfrey Kelland.
- Cecil Holland.